# Mycale undulata
Mycale undulata är en svampdjursart som beskrevs av Tanita 1968. Mycale undulata ingår i släktet Mycale och familjen Mycalidae. Inga underarter finns listade i Catalogue of Life.